# Rob James-Collier
Robert «Rob» James-Collier (Stockport, Gran Mánchester, 23 de septiembre de 1976) es un actor y modelo británico, más conocido por haber interpretado a Liam Connor en la serie Coronation Street y por dar vida a Thomas Barrow en la serie Downton Abbey.

## Biografía
Es hijo de James y Anne James-Collier. 
Tiene dos grados, uno en negocios, obtenido en Huddersfield, y otro en comercialización, que obtuvo en la Universidad de Mánchester Instituto de Ciencia y Tecnología.
Salió con Lauren Chandiram y tiene un hijo, nacido en 2010.

## Carrera
El 30 de agosto de 2006 se unió al elenco de la exitosa serie británica Coronation Street, donde interpretó a Liam Connor hasta el 17 de octubre de 2008.
En 2010 se unió a la serie Downton Abbey, en la que interpretaba al sirviente Thomas Barrow. En 2013 apareció como invitado en la serie Moving On, interpretando a Aiden; anteriormente había aparecido por primera vez en la serie en 2011, dando vida a Clive durante el episodio "The Milkman". En 2016 se incorporó al elenco principal de la serie The Level, para dar vida a Kevin O'Dowd.

## Filmografía

### Series de televisión
|  | Año             | Título             | Personaje        | Notas                             |
|  | --------------- | ------------------ | ---------------- | --------------------------------- |
|  | 2023            | The Inheritance    | Daniel           |                                   |
|  | 2017 - 2022     | Ackley Bridge      | Martin Evershed  |                                   |
|  | 2016 - presente | The Level          | Kevin O'Dowd     | -                                 |
|  | 2010 - 2015     | Downton Abbey      | Thomas Barrow    | 49 episodios                      |
|  | 2013            | Moving On          | Aiden            | episodio "Visiting Order"         |
|  | 2012            | Love Life          | Joe              | 2 episodios                       |
|  | 2006 - 2008     | Coronation Street  | Liam Connor      | 330 episodios                     |
|  | 2006            | Dalziel and Pascoe | Simon Thewlis    | episodio "The Cave Woman: Part 2" |
|  | 2006            | Casualty           | Martin Stonewell | episodio "Secrets and Lies"       |
|  | 2006            | Shameless          | Shud             | episodio # 3.5                    |
|  | 2005            | Down to Earth      | Nick Christy     | tv serie                          |

### Películas
| Año  | Título           | Personaje     | Notas |
| ---- | ---------------- | ------------- | --- |
| 2022 | Downton Abbey    | Thomas Barrow | junto a Michelle Dockery, Hugh Bonneville, Maggie Smith                                                                    |
| 2019 | Downton Abbey    | Thomas Barrow | junto a Michelle Dockery, Hugh Bonneville, Maggie Smith                                                                    |
| 2018 | The Fight        | Dave          | junto a Russell Brand y Sally Phillips                                                                                     |
| 2017 | The Ritual       | Hutch         | junto a Rafe Spall |
| 2016 | The Assistant    | Alex          | cortometraje |
| 2015 | A Christmas Star | Pat Mckerrod  | junto a Liam Neeson y Pierce Brosnan                                                                                       |
| 2013 | Wayland's Song   | John          | junto a Ross Daniel Anderson, Orla Brady, Simone Lahbib y Hannah Lederer                                                   |
| 2012 | Spike Island     | Mr Milligan   | junto a Elliott Tittensor, Nico Mirallegro, Emilia Clarke, Chris Coghill, Matthew McNulty, Michael Socha y Lesley Manville |
| 2011 | Mercenaries      | Callum        | junto a Billy Zane y Robert Fucilla                                                                                        |
| 2006 | Perfect Day      | Alex          | junto a Tom Goodman-Hill, Josephine Butler, Rhashan Stone y Kate Ashfield                                                  |

### Teatro
| Año         | Obra           | Personaje     | Notas                                              |
| ----------- | -------------- | ------------- | -------------------------------------------------- |
| 2009 - 2010 | Calendar Girls | Lawrence/Liam | junto a Arabella Weir, Janie Dee y Rosalind Knight |

## Premios y nominaciones
| Año  | Categoría    | Premio             | Serie             | Resultado |
| ---- | ------------ | ------------------ | ----------------- | --------- |
| 2009 | Best Exit    | British Soap Award | Coronation Street | Ganador   |
| 2008 | Sexiest Male | British Soap Award | Coronation Street | Ganador   |
| 2007 | Sexiest Male | British Soap Award | Coronation Street | Ganador   |